# Jean Rosellen
Jean Rosellen, né le 13 septembre 1891 à Cologne et mort le 16 janvier 1952 à Clèves, est un coureur cycliste allemand. Avant la Première Guerre mondiale, Jean Rosellen est l'un des meilleurs routiers allemands, après la guerre, il se tourne vers le demi-fond.

## Biographie
Au cours de sa carrière professionnelle, Rosellen remporte de nombreuses courses sur route, principalement en Allemagne, dont Rund um Köln amateur, en 1910 et la course Berlin-Cologne sur 600 kilomètres en 1911. Sa meilleure saison est en 1913 lorsqu'il remporte quatre grandes courses allemandes. Cependant, sa victoire dans Rund um Berlin lui est refusée car il a manqué une signature à un contrôle. 
Après la guerre, Rosellen commence comme stayer avec l'entraineur Willi Heßlich (de). En 1923, il devient champion d'Allemagne dans cette discipline. Il court à Paris en 1924. En 1927, il est entrainé par André Jubi.  En 1928, il dispute le Grand Prix de Buffalo de demi-fond où il termine 4e,,,. 
D'après Illustrierter Radrenn-Sport', il est pour la saison 1928, le 5e stayer allemand ayant fait le plus de gains, avec 36.150 marks. 
En 1929, il prend sa retraite en tant que stayer et s'essaye à l'entrainement, mais sans grand succès. 
Le 16 janvier 1952, Rosellen est impliqué dans un accident de la circulation à Clèves. Lors d'une dispute avec son adversaire dans l'accident, il subit un accident vasculaire cérébral et décède un peu plus tard à l'hôpital.

## Palmarès sur route
- 1910
  - Rund um Köln (amateurs)
- 1911
  - Berlin-Hambourg
  - Berlin-Cologne
- 1912
  - Bâle-Clèves
  - Grand Prix de Hanovre
  - Rund um Iserlohn[9]
- 1913
  - Grand Prix de Hanovre
  - Bochum-Münster-Bochum
- 1919
  - Berlin-Cottbus-Berlin

## Palmarès sur piste

### Championnat d'Allemagne
- : Champion d'Allemagne de demi-fond en 1923

### Six Jours
- Huit Jours de Mayence en 1911 avec Hans Ludwig (de)[10].
- 4e aux Six Jours de Berlin en 1913 avec Arthur Stellbrink[11],[12]
- 6e aux Six Jours de Breslau en 1924 avec Fritz Schrefeld[13]

### Autres
- Roue d'Or de Dresde 1921
- Prix August Lehr à Berlin-Olympia1922
- Prix de la ville de Leipzig 1923[14]
- Course de 100 km à Cologne[15]
- Roue d'Or de Nuremberg 1926[16]